# 八出
八出（やいで）は岡山県津山市にある地名。郵便番号は708-0861。

## 地理
旧・福岡村、旧所属の久米南条郡及び、元の久米郡域の最北東端に位置し、吉井川を挟み、旧・苫田郡（東南条郡、西北条郡）域、旧・勝田郡（勝南郡）域に接する。吉井川沿いに東から川崎、西は材木町まで北で接し、東は川崎、日上、西と南は横山に接する。

### 河川
- 吉井川

## 歴史

### 沿革
- 1889年6月1日 - 町村制施行に伴い、久米南条郡八出村が同郡小桁村、押渕村、金屋村、荒神山村、種村、横山村と合併し、福岡村となる。八出村は大字八出となる。
- 1900年4月1日 - 久米南条郡が久米北条郡と合併し、久米郡となる。
- 1901年4月1日 -久米郡佐良山村の内、大字大谷を編入する。
- 1929年2月11日 - 福岡村が苫田郡津山町、津山東町、院庄村、西苫田村、二宮村と合併・市制により、津山市となる。

### 地名の由来
一説には八出の地名の由来は後醍醐天皇が流罪で京都から隠岐に護送された時、道中の美作の国（みまさか国、現津山市も含む）で7日宿泊され八日の日に出て行かれたので八出という地名になった逸話がある。八出から南へ数キロの神南備山（かんなびさん）を越えた種という所に後醍醐天皇が腰を下ろされた大きな石があり今も言い伝えられている。西方の院ノ庄という所では児島高徳が後醍醐天皇奪還を企てたが果たせず、その無念と励ましの漢詩を桜の木に彫りこみ残したとされる（作楽神社さくら神社）ことから八出を通られたことは間違いないようである。

## 世帯数と人口
2021年（令和3年）1月1日現在の世帯数と人口は以下の通りである。
| 町丁 | 世帯数  | 人口  |
| ---- | ------- | ----- |
| 八出 | 347世帯 | 646人 |

## 小・中学校の学区
市立小・中学校に通う場合、学区は以下の通りとなる。
| 番地           | 小学校           | 中学校             |
| -------------- | ---------------- | ------------------ |
| 東八出・西八出 | 津山市立南小学校 | 津山市立鶴山中学校 |
| 北八出         | 津山市立南小学校 | 津山市立中道中学校 |

## 交通

### 道路
- 岡山県道26号津山柵原線

## 施設
- 津山市中央公民館東八出分館
- 中央廃棄物処理センター